# Metapenaeopsis dalei
Metapenaeopsis dalei är en kräftdjursart som först beskrevs av Rathbun 1902.  Metapenaeopsis dalei ingår i släktet Metapenaeopsis och familjen Penaeidae. Inga underarter finns listade i Catalogue of Life.